# San Pablo (San Pablo)
San Pablo é um distrito do Peru, departamento de Cajamarca, localizada na província de San Pablo.

## Transporte
O distrito de San Pablo é servido pela seguinte rodovia:
- CA-103, que liga a cidade ao distrito de San Miguel
- PE-8A, que liga o distrito de Chilete à cidade de Cajamarca[1][2][3]